# Erik Hornung
Erik Hornung (Riga, 28 de enero de 1933-11 de julio de 2022) fue un egiptólogo helveto-letón.

## Biografía
Emigró a Alemania en 1939 tras la invasión soviética de su país. Entre 1952 y 1956 estudió Filología Germánica en Tubinga y Gotinga. Más tarde, se especializa en egiptología con una tesis sobre la noche y las tinieblas en la cosmovisión egipcia. Entre 1958 y 1960 trabajó como investigador en el Instituto Arqueológico Alemán de El Cairo. De vuelta a Alemania, a partir de 1963 desarrolló su labor docente, primero en la universidad de Münster y después en el Seminario Egiptológico de la universidad de Basilea, donde fue profesor entre 1967 y 1998, y profesor emérito desde entonces. Tras la unificación de Alemania se le nombró director de la prestigiosa revista Zeitschrift für ägyptische Sprache und Altertumskunde, la más antigua de esta disciplina, fundada en 1863. Fue miembro del Instituto Arqueológico Alemán. 
Como investigador, se ocupó especialmente de los textos funerarios del Imperio Nuevo, y ha transcrito los existentes en las tumbas KV1 (Ramsés VII), KV2 (Ramsés IV), y KV17 (Seti I). El egiptólogo Jan Assmann ha comparado la labor de Hornung como investigador y divulgador de la cosmología esotérica egipcia, recogida en obras como el Libro del Amduat, con la de Gerschom Scholem en el campo de la Cábala.

## Obra
- Der Eine und die Vielen: altägyptische Götterwelt. 6., vollst. überarb. u. erw. Aufl., Primus, Darmstadt 2005.
- Einführung in die Ägyptologie: Stand – Methoden – Aufgaben. 5., unveränd. Aufl., Wiss. Buchgesell., Darmstadt 2004.
- Echnaton: die Religion des Lichtes. Patmos, Düsseldorf 2003, ISBN 3-491-69076-5.
- Geist der Pharaonenzeit. Artemis & Winkler, Düsseldorf/Zürich 1999, ISBN 3-7608-1215-5.
- Grundzüge der ägyptischen Geschichte. Wissenschaftliche Buchgesellschaft, Darmstadt 2005, ISBN 3-534-18779-2.
- Tal der Könige, Artemis & Winkler, Düsseldorf/Zürich 1999, ISBN 3-7608-0519-1.
- Das Tal der Könige. C. H. Beck, München 2002, ISBN 3-406-47995-2.
- Die Unterweltsbücher der Ägypter. Artemis & Winkler, Düsseldorf/Zürich 1992, ISBN 3-86047-236-4.
- Altägyptische Jenseitsbücher: ein einführender Überblick. Primus-Verlag, Darmstadt 1997, ISBN 3-89678-043-3
- Das Totenbuch der Ägypter, eingel., übers. und erl. von Erik Hornung. Düsseldorf ; Zürich : Artemis & Winkler, 1997 (Unveränd. fotomechanischer Nachdr. der Ausg. 1979) ISBN 3-7608-1037-3
- Das Grab des Haremhab im Tal der Könige (unter Mitarbeit von F. Teichmann), Bern 1971
- The Tomb of Pharaoh Seti I (Das Grab Sethos I.), Zürich, Artemis 1991, ISBN 3-7608-1047-0
- Der ägyptische Mythos von der Himmelskuh. Eine Ätiologie des Unvollkommenen (Orbis Biblicus et Orientalis Band 46), 1982
- Das Amduat: die Schrift des verborgenen Raumes / hrsg. nach Texten aus den Gräbern des Neuen Reiches, Harrassowitz, Wiesbaden 1963-1967
- Die Nachtfahrt der Sonne, Artemis & Winkler, Düsseldorf/Zürich Neuauflage 1998, ISBN 3-7608-1200-7

## Literatura
- Jan Assmann: Mythos und Geschichte. Der Ägyptologe Erik Hornung wird 70. In: Neue Zürcher Zeitung, 28. Januar 2003.